# Plovdiv (huyện)
Plovdiv là một huyện thuộc tỉnh Plovdiv, Bungaria. Dân số thời điểm năm 2001 là 338302 người.